# Резолюция Совета Безопасности ООН 187
Резолюция Совета Безопасности ООН 187 — резолюция, принятая 13 марта 1964 года после выступлений представителей Кипра, Греции и Турции. 
Резолюция 187 подтвердила принятую на предыдущем заседании Резолюцию 186. В новом же документе выражалась обеспокоенность сложившейся ситуацией на острове, отмечалось, что часть Сил ООН по поддержанию мира уже отправлена на Кипр.
Резолюция также предлагала Генеральному секретарю ООН приложить усилия в ускорении реализации положений Резолюции 186, а членам ООН помочь ему в этом.
Резолюция была принята 11 голосами из 11.

## См.также
- Резолюция Совета Безопасности ООН 186 (1964)